# Igelösa socken
Igelösa socken i Skåne ingick i Torna härad, uppgick 1967 i Lunds stad och området ingår sedan 1971 en del av Lunds kommun, från 2016 inom Torns distrikt.
Socknens areal är 6,85 kvadratkilometer varav 6,75 land. År 1991 fanns här 95 invånare.  Kyrkbyn Igelösa med sockenkyrkan Igelösa kyrka ligger i socknen. 

## Administrativ historik
Socknen har medeltida ursprung.
Vid kommunreformen 1862 övergick socknens ansvar för de kyrkliga frågorna till Igelösa församling och för de borgerliga frågorna bildades tillsammans med Odarslövs socken, Igelösa och Västra Odarslövs landskommun. Landskommunen uppgick 1952 i Torns landskommun som uppgick 1967 i Lunds stad som ombildades 1971 till Lunds kommun. Församlingen uppgick 1992 i Torna församling.
1 januari 2016 inrättades distriktet Torn, med samma omfattning som Torns församling fick 1992 och vari detta sockenområde ingår.
Socknen har tillhört län, fögderier, tingslag och domsagor enligt vad som beskrivs i artikeln Torna härad. De indelta soldaterna tillhörde Södra skånska infanteriregementet, Torna och Färs kompanier.

## Geografi
Igelösa socken ligger nordost om Lund med Kävlingeån i norr. Socknen är en odlad slättbygd.

## Fornlämningar
Sex boplatser från stenåldern är funna. Från bronsåldern finns fem gravhögar bevarade.

## Namnet
Namnet skrevs 1333 Iighhelösä och kommer från kyrkbyn. Efterleden är lösa, 'glänta; äng'. Förleden innehåller sannolikt igel..